# 三瀬気比神社社叢
三瀬気比神社社叢（さんぜきひじんじゃしゃそう）は、山形県鶴岡市にある三瀬気比神社の鎮守の森。

## 概要
三瀬気比神社付近からは、縄文･弥生･平安期などの遺物が出土している。
社叢は約9.4haあり、ケヤキ、イタヤカエデ、オオサワシバ、ネムノキ、ミズナラ、タブノキ、ササ、オオバジャノヒゲ、ブナ、ヤダケ、ミチノクホンモンジスゲ、ツクバネ、モミ、ヤブツバキ、ヒメアオキ、ハイイヌガヤ、キッコウハグマ、キズタ、ヤブコウジ、オオバジャノヒゲ、イタヤカエデなどが生育する。丘陵の東部のほぼ円形の窪地には、御池と呼ばれる約3000m2の池がある。1977年（昭和52年）4月2日に国の天然記念物に指定された。

## 所在地
- 〒999-7463 山形県鶴岡市三瀬字宮ノ前1

## アクセス
- JR東日本羽越本線三瀬駅から徒歩15分